# Henriette Herz

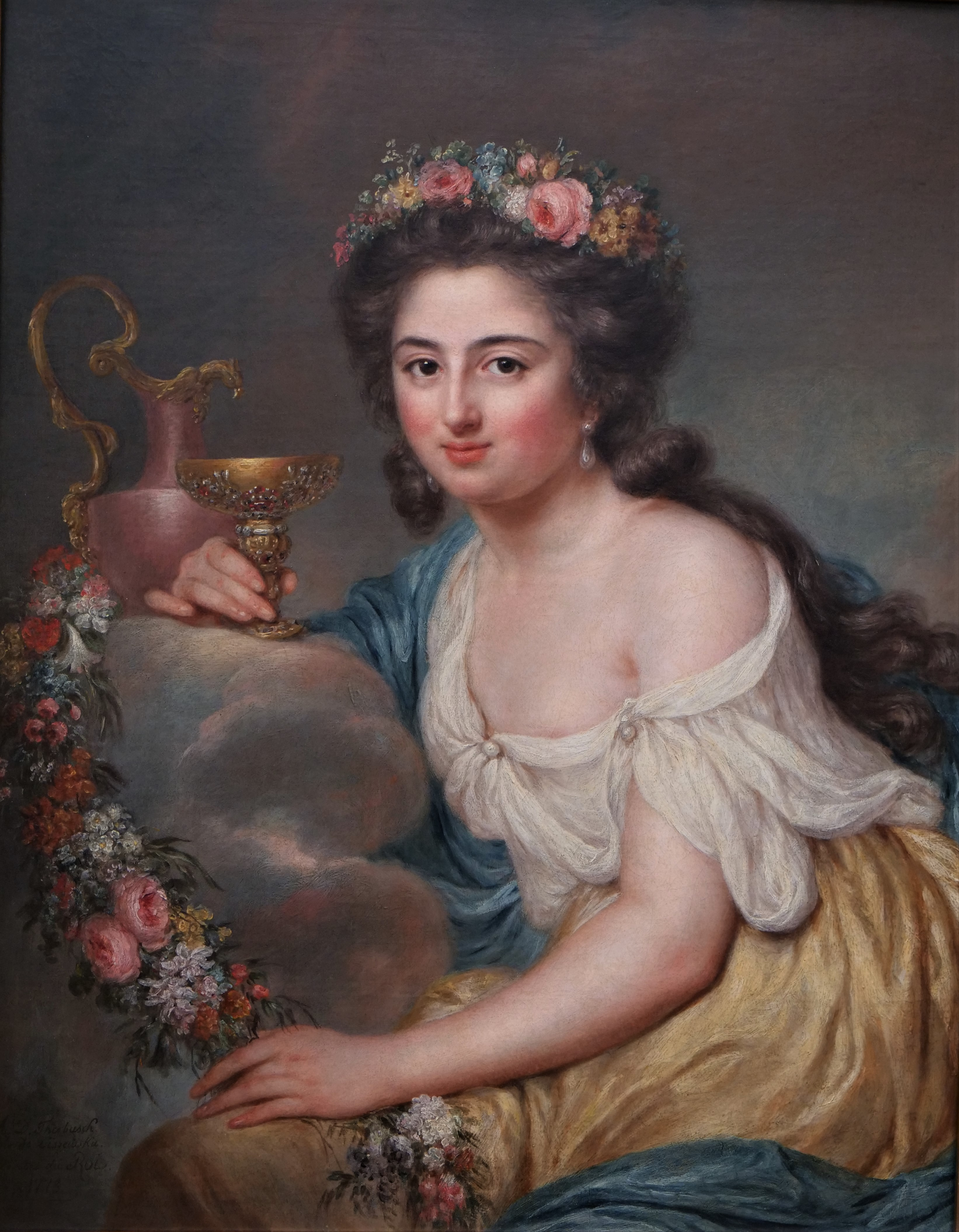
Henriette Herz, porträtiert von Anna Dorothea Therbusch, tief dekolletiert in freizügiger Manier à la francaise, 1778

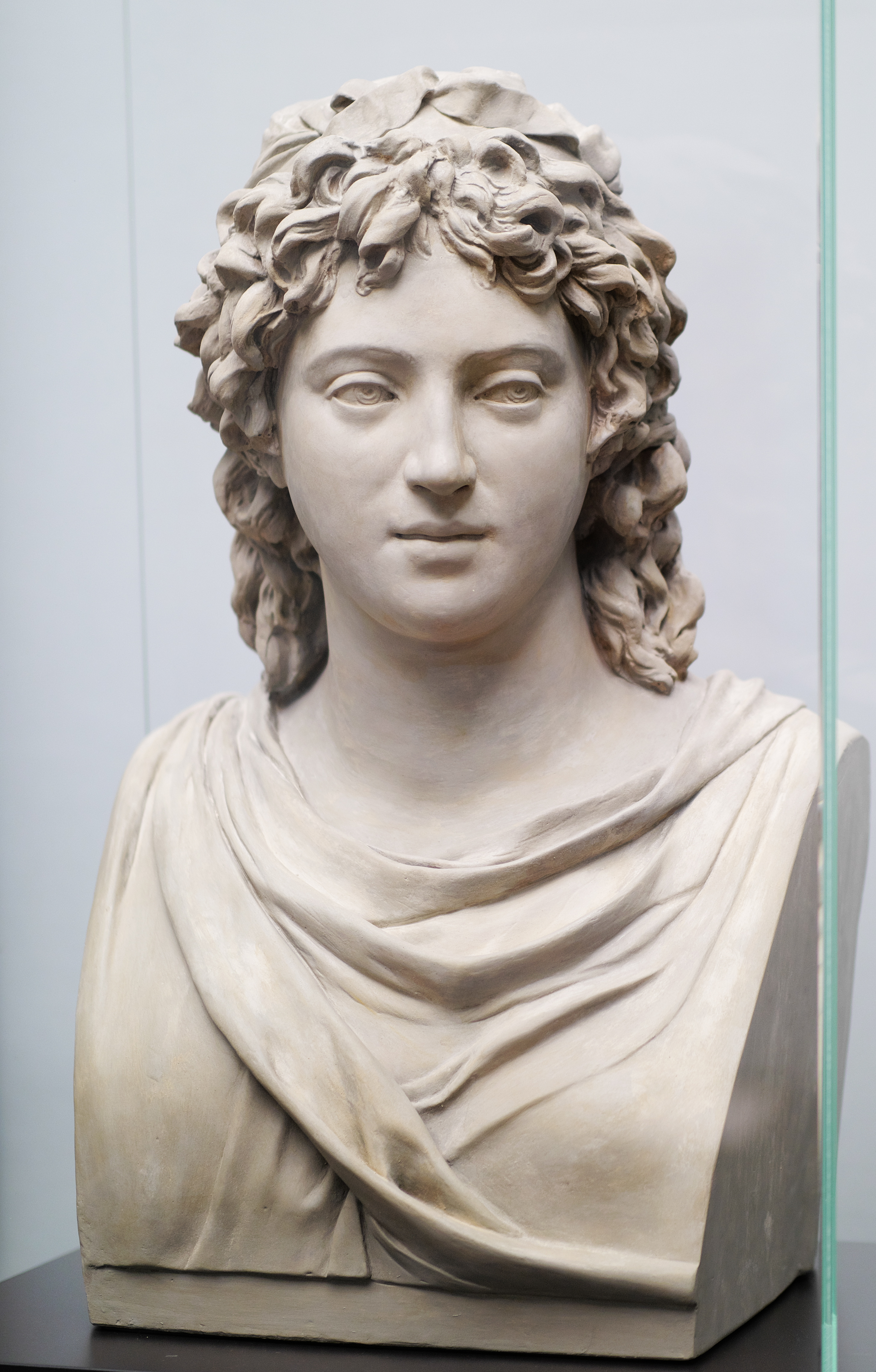
Henriette Herz (1783), Büste von Johann Gottfried Schadow, Gipsguss von 1901

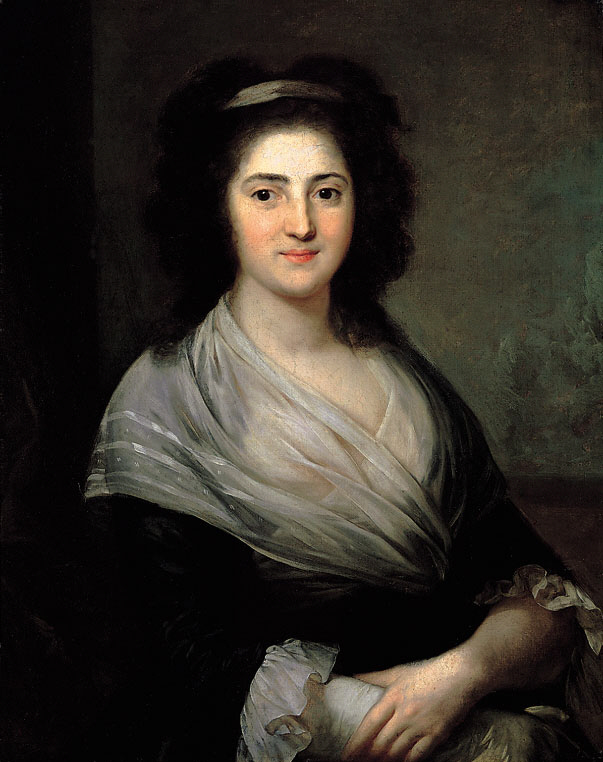
Henriette Herz, porträtiert von Anton Graff, 1792

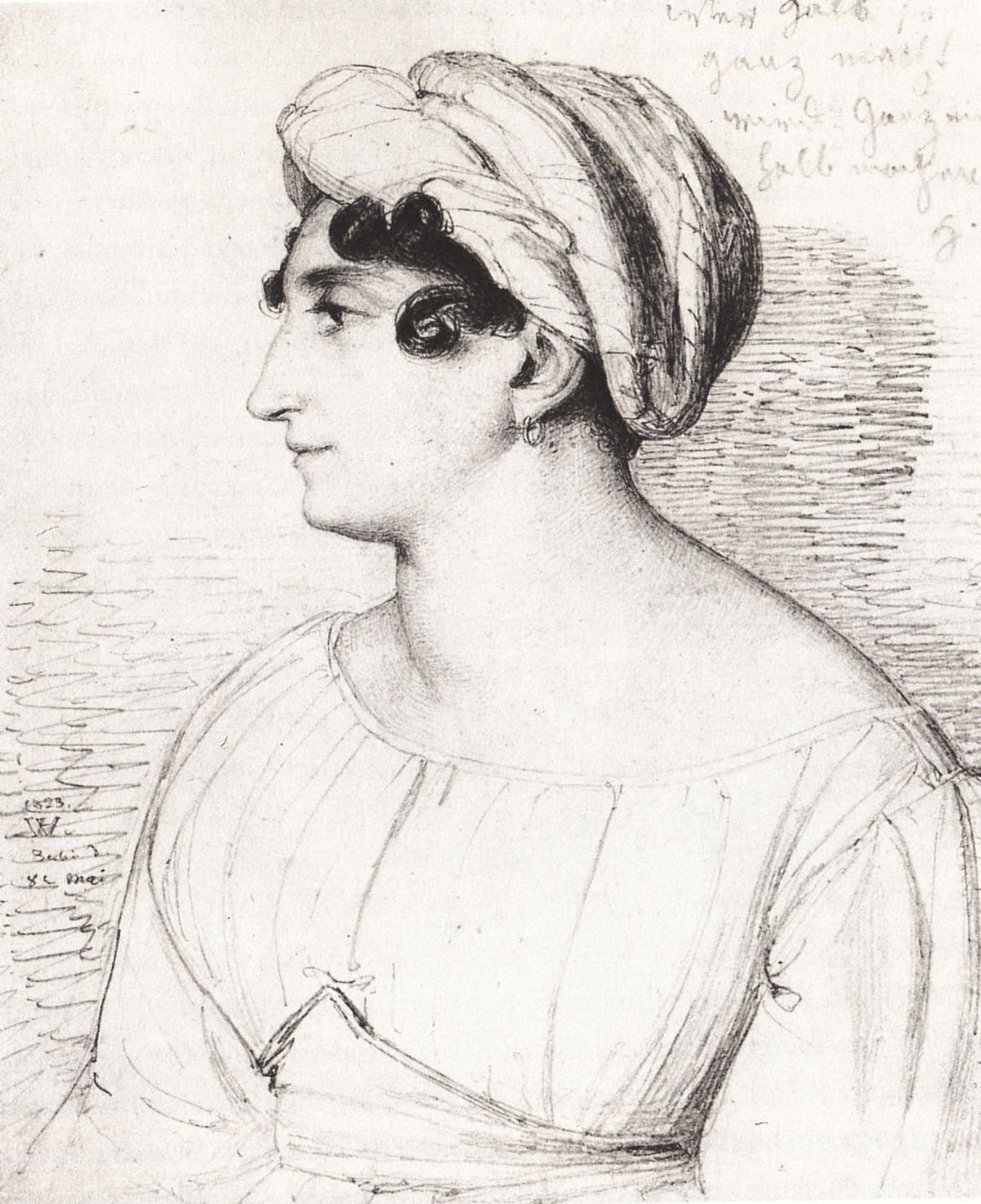
Henriette Herz, Bleistiftzeichnung von Wilhelm Hensel, 1823

Henriette Julie Herz (geborene de Lemos; * 5. September 1764 in Berlin; † 22. Oktober 1847 ebenda) war Schriftstellerin und eine der führenden Berliner Salonnièren der Frühromantik.

## Leben
Henriette Herz entstammte einer sephardisch-jüdischen Familie, deren Vorfahren väterlicherseits vor der Inquisition aus Portugal nach Hamburg geflohen  waren. Ihre Eltern waren Benjamin Benveniste de Lemos (1711–1789), ein anerkannter Arzt und Direktor des Jüdischen Krankenhauses in Berlin, und Esther de Charleville (1742–1817), Tochter eines jüdischen Arztes. Henriette wurde vor allem in verschiedenen Sprachen sehr gut ausgebildet. Im Alter von zwölf Jahren wurde sie mit dem 17 Jahre älteren Arzt Marcus Herz (1747–1803) verlobt und zwei Jahre später verheiratet. Ihr Ehemann war ein jüngerer Kollege ihres Vaters und ebenfalls jüdischen Glaubens. Er wurde beschrieben als „klein von Figur, durch eine schiefe Schulter verunstaltet, aber mit Augen, die von hoher Intelligenz zeugten“. Herz, der sich voll der Aufklärung und insbesondere seinem Lehrer Kant verschrieben hatte, hielt in ihrem Hause Vorlesungen über dessen Philosophie und führte Gesprächskreise zu wissenschaftlichen und philosophischen Themen. Henriette, deren Schwerpunkt eher das Literarische war, sammelte schnell einen Kreis junger literaturinteressierter Männer und Frauen um sich, wobei Rang oder Titel keinen Unterschied machten.
Ihre Schwester Johanna (Channa) de Lemos (um 1768–1846) heiratete 1784 den Arzt und Schriftsteller Simon Herz in Prenzlau, der zumeist als Bruder des Marcus Herz bezeichnet wird, was mitunter bezweifelt wird.
Henriette Herz leistete mit der Begründung und Führung eines der bekanntesten literarischen Salons (1780–1803) Pionierarbeit. Zunächst empfing ihr Ehemann hochgestellte Gäste aus Politik und Kultur, während Henriette in einem Nebenzimmer ein Frauenkränzchen abhielt, das einen Tugendbund zur „Pflege der Freundschaft“ gründete und sich vorwiegend mit den Sturm-und-Drang-Werken Goethes beschäftigte. Damit wurde der Grundstein zum Goethekult gelegt. Aus diesen beiden Zirkeln entwickelte sich der führende Berliner Salon, in der neueren Literatur auch Doppelsalon genannt, gelegen in der Spandauer Straße nahe der Marienkirche. In dem berühmten Salon verkehrten neben Politikern, Wissenschaftlern und bildenden Künstlern bedeutende Literaten und Philosophen, z. B. Johann Gottfried Schadow, der hier auch seine spätere Ehefrau Marianne Devidels kennenlernte, die Brüder Alexander und Wilhelm von Humboldt, Clemens Brentanos Frau Sophie Mereau-Brentano, Jean Paul, Ludwig Börne, Rahel Levin (spätere Varnhagen) und Friedrich Schleiermacher. Friedrich Schlegel begegnete hier Dorothea Veit, der ältesten Tochter des Philosophen Moses Mendelssohn, die später seine Frau wurde. Unterschiedliche literarische Strömungen, Epochen und Gesellschaftskreise fanden hier zusammen und es war Henriette Herz’ Verdienst, Kontakte und Freundschaften auch zwischen vielen deutschen und französischen Gelehrten, Künstlern und Wissenschaftlern hergestellt zu haben.

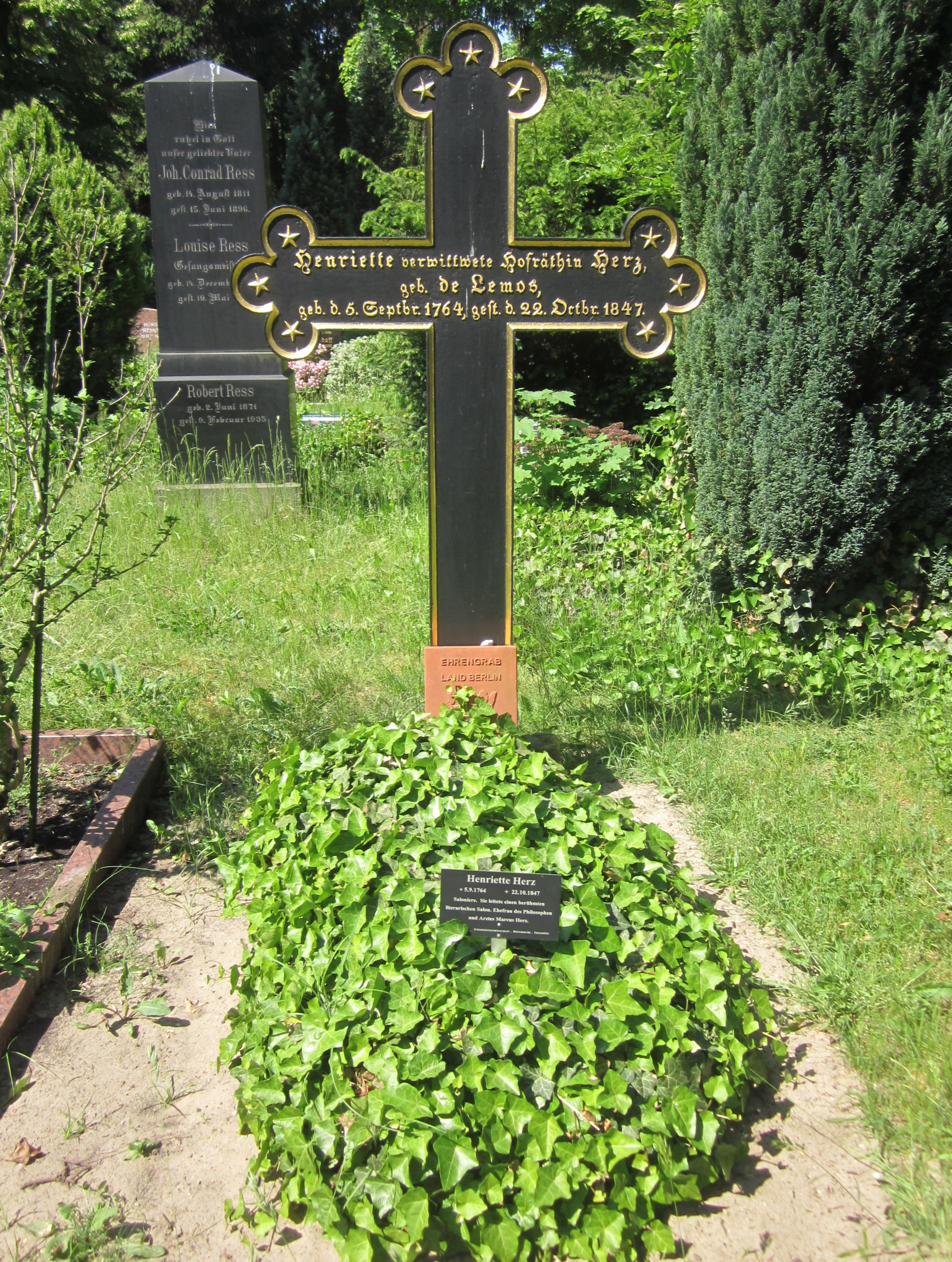
Ehrengrab von Henriette Herz in Berlin-Kreuzberg

1803 starb ihr Mann. Daraufhin musste Henriette Herz ihre Geselligkeiten stark einschränken und sich anderen, so dem Kreis um Rahel Varnhagen, anschließen. Ab 1813 unterrichtete sie als Sprachlehrerin nur noch mittellose Kinder, ihr Ruhm aber blieb bestehen. Nach dem Tod ihrer Mutter ließ sie sich 1817 taufen und konvertierte zum protestantischen Glauben; im selben Jahr unternahm sie eine Reise nach Italien.

„Henriette Herz blieb noch lange der Mittelpunkt einer Gesellschaft, aus welcher manche ausgezeichnete Persönlichkeiten hervorgegangen sind. Sie überlebte den berühmten Freund [Ludwig Börne], dessen knabenhafte Anbetung ihr einst so viel Noth gemacht hatte, um volle zehn Jahre und starb erst 1847, nachdem ihre äußere Lage durch Friedrich Wilhelm's IV. Huld noch kurz zuvor eine Verbesserung erfahren.“

Henriette Herz starb 1847 im Alter von 83 Jahren in Berlin. Beigesetzt wurde sie auf dem Friedhof II der Jerusalems- und Neuen Kirche vor dem Halleschen Tor. Ein Kreuz aus schwarz gestrichenem Eisenguss ziert das Grab; entworfen hat es Karl Friedrich Schinkel.

„Berlin [hatte] am 22. Oktober in einer zweiundachtzigjährigen Matrone eine seiner denk- und ruhmwürdigsten Frauen verloren. In den Abendstunden dieses Tages war nämlich Henriette Herz verstorben, die Tochter eines längst verstorbenen Arztes Benjamin de Lemos, israelitisch portugiesischer Abkunft und die Wittwe des im Jahre 1803 verstorbenen berühmten Arztes, des Hofrath Dr. Marcus Herz, den sie in ihrem sechzehnten Jahre geheirathet hatte. Mit ihrer seltenen Schönheit und wahrhaft junonischen Gestalt vereinigten sich schon früh hohe Geistesgaben, welche bald die allgemeine Aufmerksamkeit auf sie lenkten und sie den ausgezeichnetsten Männern und Frauen ihrer Zeit befreundeten.“

## Ehrungen
Auf Beschluss des Berliner Senats ist die letzte Ruhestätte von Henriette Herz seit 1956 als Ehrengrab des Landes Berlin gewidmet. Die Widmung wurde im Jahr 2016 um die übliche Frist von zwanzig Jahren verlängert.
Henriette Herz erfuhr eine späte Ehrung im Jahre 1999: Auf Beschluss des Berliner Abgeordnetenhauses erhielt ein bis dahin namenloser Platz in der Nähe des Hackeschen Markts den Namen Henriette-Herz-Platz; die feierliche Namensgebung erfolgte am 7. April 2000.

## Belletristik
- Heinz Knobloch: Henriette Herz. In: Berliner Grabsteine. Buchverlag der Morgen, Berlin, 1987, S. 71/73
- Klaas Huizing: Frau Jette Herz. Albrecht Knaus Verlag, München 2005, ISBN 3-8135-0209-0